# Musikanten
(Franco Battiato)
Musikanten è un film del 2005 diretto da Franco Battiato. 
La pellicola, secondo lavoro di Battiato come regista, è incentrata sulla vita del compositore tedesco Ludwig van Beethoven. È stata presentata nella categoria Orizzonti alla 62ª Mostra internazionale d'arte cinematografica di Venezia del 2005.
Questo film è riconosciuto come d'interesse culturale nazionale dalla Direzione generale Cinema e audiovisivo del Ministero per i beni e le attività culturali e per il turismo italiano, in base alla delibera ministeriale del 18 marzo 2003.

## Trama

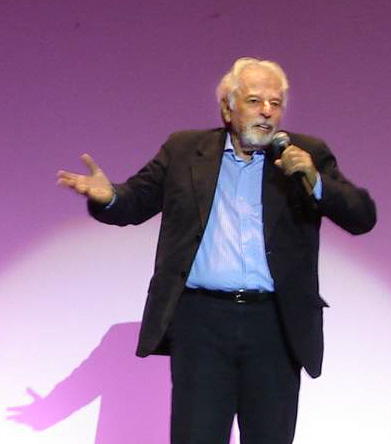
Alejandro Jodorowsky, interprete principale del film nel ruolo di Beethoven.

Marta e Nicola lavorano per un'emittente televisiva italiana, in un programma intitolato «Musikanten», che parla di musica da tutto il mondo. I due propongono al direttore della rete un nuovo programma, le cui prime quattro puntate, che definiscono “sperimentali”, dovrebbero presentare il lavoro di ricercatori d'avanguardia nel campo della scienza, ma anche delle pseudoscienze.
Il direttore accetta la sfida e autorizza il lavoro. Marta e Nicola si recano a trovare i primi personaggi da intervistare, tra i quali Juri Palestein, una sorta di sciamano che rifiuta di apparire sullo schermo, ma propone ai due di sottoporsi a un'esperienza di regressione ipnotica. Marta accetta, e confessa un sogno ricorrente: parla tedesco e suona pianoforte, mentre nella vita reale le due capacità le sono sconosciute. Nel sogno, inoltre, aleggia la presenza di Ludwig van Beethoven.
Palestein sottopone Marta a regressione. La donna si identifica con un giovane principe mecenate inserito nell'éntourage di Beethoven, dal quale prende lezioni di musica. La vita del compositore tedesco durante gli ultimi anni a Vienna prima della morte viene ricostruita in una serie di scene, spiegate talvolta dall'intervento di un narratore; prevalgono l'aspetto etico ed estetico rispetto a quello storico.
Ludwig van Beethoven appare come un personaggio originale, che si impone sugli altri per la propria personalità; collerico, impaziente, soggetto a crisi di disperazione per il progressivo avanzare di una sordità che non arresta comunque la sua vena compositiva, il musicista viene mostrato nel suo rapporto con le donne, prime fra tutte Bettina Brentano, gli amici affezionati e il nipote Carl.
La regressione ipnotica di Marta termina con il solenne funerale di Beethoven. Nell'albergo dove lei e Nicola hanno preso alloggio, poco distante dalla casa di Palestein, assistono a una trasmissione tv in cui viene proclamato un colpo di Stato, e la costituzione, in una serie di nazioni, del Partito Democratico Mondiale. Il nuovo governo assume su di sé “il potere spirituale e quello temporale”, promettendo un'attenzione per l'ordine piuttosto che per la libertà.